# Wettingen
Wettingen es una comuna suiza del cantón de Argovia, situada en el distrito de Baden. Limita al norte con las comunas de Ennetbaden y Ehrendingen, al este con Otelfingen, al sureste con Würenlos, al sur con Neuenhof, y al oeste con Baden.

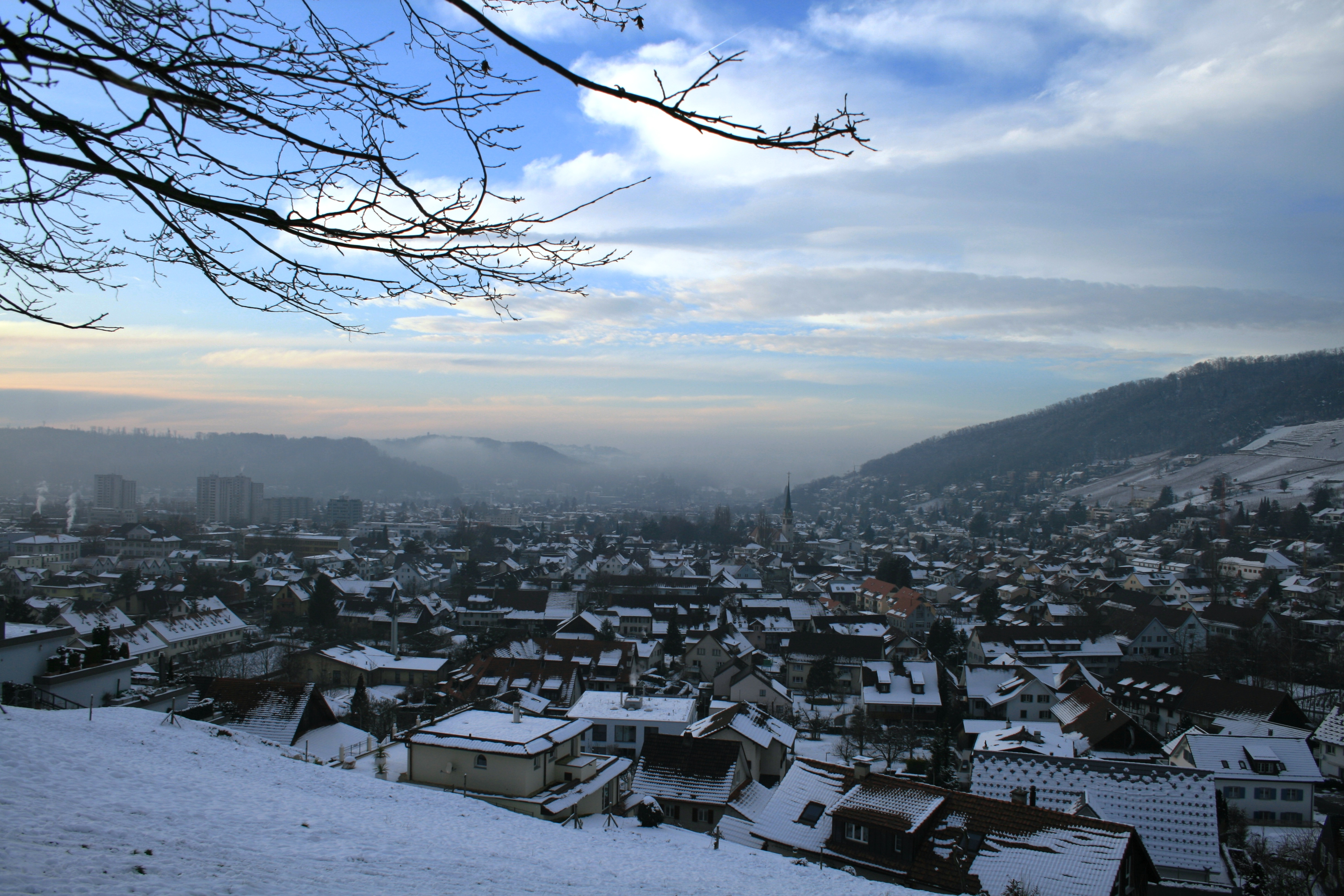
Vista de Wettingen.

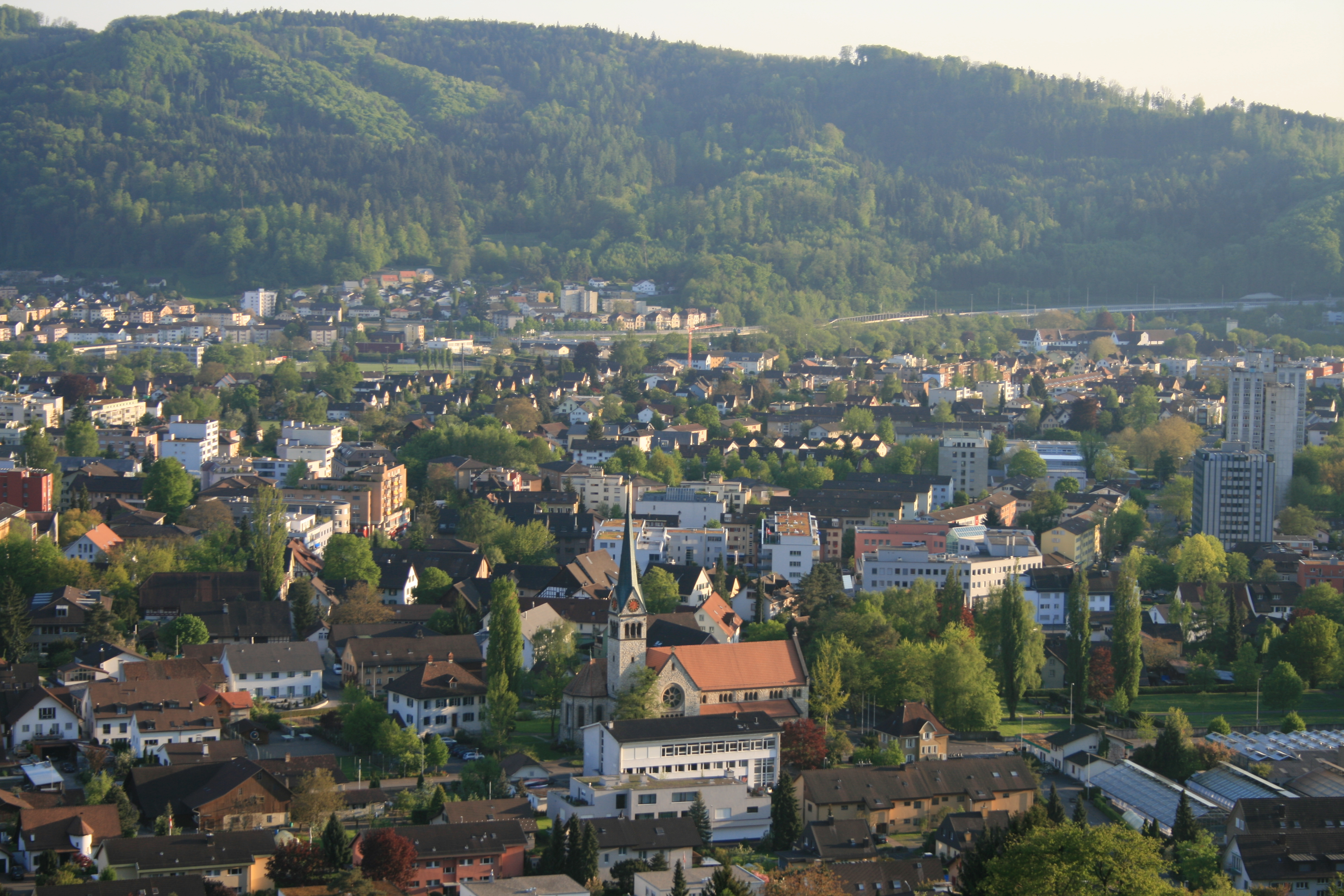
Wettingen

## Transportes
Ferrocarril
Cuenta con una estación ferroviaria en la que efectúan parada trenes de ámbito regional y trenes de cercanías pertenecientes a la red S-Bahn Zúrich.